# Sempervivum pumilum
Sempervivum pumilum és una espècie de planta amb flors de la família de les crassulàcies (Crassulaceae) del gènere Sempervivum.

## Descripció
Sempervivum pumilum creix com una roseta oberta i formadora de grups amb un diàmetre d'1 a 2 cm i forma nombroses estolons de fins a 1 cm de llarg. Les fulles són lanceolades, lanceolades o allargades, punxegudes o afilades breument, són de vegades glabres. Les fulles són nues, ovades-lanceolades a espatulades, són verdes i tenen una punta de color porpra fosc. Les fulles joves estan cobertes d'uns quants tricomes dispersos que són fortament ciliats com una pinta. El limbe foliar fa de 10 a 30 mm de llarg. Són de color verd grisenc i convexos als dos costats. El limbe foliar fa uns 10 mil·límetres de llarg, de 3 a 4 mil·límetres d'ample i uns 2 mil·límetres de gruix.
Les tiges florals fan a una llargada de 4 a 10 cm. Té fulles lanceolades a lineal-lanceolades, punxegudes, gairebé verticals, de 10 a 15 mil·límetres de llarg. La inflorescència de poques flors consta de dos o tres espirals molt curts. Tenen entre 10 a 12 flors d'un diàmetre d'uns 2 cm. Els seus pètals punxeguts o breument afilats, vermellosos i amb punta porpra, d'uns 5 mm de llarg, es fusionen en una llargada de fins a 2,5 mm. Els sèpals són lanceolats a lanceolats allargats, de punta petita o breument afilats fan uns 10 mm de llarg. Són de color rosa porpra i tenen vores més clares. Els estams fan de 4 a 6 mil·límetres de llarg i són de color porpra, les anteres són de color vermell porpra. L'estil és allargat i contundent i és de color verd o porpra. Els nectaris són quadrats i són de color verd.
L'època de floració és el juliol.
El nombre de cromosomes és de {\displaystyle 2n=34}.

## Distribució i hàbitat
Sempervivum pumilum està molt estès al nord del Caucas a Rússia i Geòrgia (Ossètia) a la zona alpina i a la muntanya seca a altituds de 1300 a 3000 m.

## Taxonomia
Sempervivum pumilum va ser descrita per Friedrich August Marschall von Bieberstein i publicat a Flora taurico-caucasica exhibens stirpes phaenogamas 1: 381, a l'any 1808.
Etimologia
Sempervivum: nom compost per a dues paraules llatines Semper ("sempre") i vivus ("vivent"). Són Sempervivum a causa de ser plantes perennes que mantenen les fulles a l'hivern, i ser força resistents a condicions dificultoses de creixement.
pumilum: epítet llatí que significa "nan", "petit".